# Добрава-при-Стичні
Добрава-при-Стичні (словен. Dobrava pri Stični) — поселення в общині Іванчна Гориця, Осреднєсловенський регіон, Словенія. Висота над рівнем моря: 568,5 м.